# Perieți (okręg Aluta)
Perieți – wieś w Rumunii, w okręgu Aluta, w gminie Perieți. W 2011 roku liczyła 928 mieszkańców.